# Parafia Podwyższenia Krzyża Pańskiego w Dobratyczach
Parafia Podwyższenia Krzyża Pańskiego – parafia prawosławna w Dobratyczach, w dekanacie Terespol diecezji lubelsko-chełmskiej.
Na terenie parafii funkcjonuje 1 cerkiew:
- cerkiew Podwyższenia Krzyża Pańskiego w Dobratyczach – parafialna

## Zasięg terytorialny
Dobratycze, Kożanówka, Dobratycze-Kolonia, Kołpin-Ogrodniki

## Wykaz proboszczów
- 1994–1998 – ks. Aleksy Andrejuk
- od 1998 – ks. Jarosław Łoś